# Transcendental
Transcendental ist eine Split-EP der japanischen Post-Rock-Band Mono und der deutschen Post-Metal-Band The Ocean. Die EP erschien am 23. Oktober 2015 über Pelagic Records.

## Entstehung
Im Herbst 2015 gingen die Bands Mono und The Ocean zusammen mit der isländischen Metal-Band Sólstafir auf Europatournee. The-Ocean-Gitarrist Robin Staps, gleichzeitig Inhaber von Pelagic Records, hatte die Idee zu einer Split-EP, bei der jede Band ein Lied beisteuern sollte. Veröffentlichungen dieser Art kannte Staps aus seiner Junged in der Hardcore-Szene, wo er durch Split-Veröffentlichungen neue Bands kennenlernen konnte. Aus unbekannten Gründen konnten Sólstafir sich nicht an diesem Projekt beteiligen.
Die Japaner Mono steuerten das Lied Death in Reverse bei, der eine Art Überleitung zum kommenden Studioalbum darstellen soll. Das Lied hat zwar keinen Text, befasst sich aber mit dem Seelenleben eines Menschen. Gitarrist Takaakira Goto vertritt dabei die Meinung, dass die Menschen vor der Geburt und nach ihrem Tod sich am gleichen Ort befinden. The Ocean steuern das Lied The Quiet Observer bei, dass textlich an Gaspar Noés Film Enter the Void angelehnt ist. Der Film wiederum basiert auf dem Buch Bardo Thödröl, das auch als Tibetisches Totenbuch bekannt ist.

## Titelliste
1. Mono: Death in Reverse – 11:05
2. The Ocean: The Quiet Observer – 12:46

## Rezeption
Anton Kustidis beschrieb Transcendental als „ein überzeugendes Tondokument, welches die Stärken beider Bands eindrucksvoll bündelt“, wofür er acht von zehn Punkten vergab. Für Andreas Schiffmann vom deutschen Magazin Rock Hard stehlen The Ocean Mono „klar die Show“. The Quiet Observer „erinnert nochmal daran, wie gut The Ocean kompnieren und Loïc Rossetti singen kann“, wohingegen Death in Reverse „wie ein Versatz von Monos letzten Doppelalbum wirke“. Schiffmann bewertete die EP mit 7,5 von zehn Punkten.